# Ral·li de l'Illa de Man
El Ral·li de l'Illa de Man, oficialment Rally Isle of Man, és una competició anual de ral·li que es disputa a l'Illa de Man des de 1963. Entre 1982 i 1996 va ser puntuable pel Campionat d'Europa de Ral·lis i actualment ho és dels campionats irlandès i britànic.

## Palmarès
| Any  | Pilot            | Copilot          | Vehicle                  |
| ---- | ---------------- | ---------------- | ------------------------ |
| 1963 | Reg McBride      | Don Barrow       | Allardette               |
| 1964 | Dave Friswell    | Keith Binns      | Mini Cooper S            |
| 1965 | Tony Fall        | Dave Fawcett     | Mini Cooper S            |
| 1966 | Dennis Easthorpe | Dennis Craine    | Ford Cortina GT          |
| 1967 | Norman Harvey    | Terry Vaux       | Mini Cooper S            |
| 1968 | John Huyton      | Bob Corrin       | Ford Cortina GT          |
| 1969 | Colin Malkin     | John Davenport   | Hillman Imp              |
| 1970 | Chris Slater     | John Davenport   | Ford Escort TC           |
| 1971 | Roger Clark      | Henry Liddon     | Ford Escort RS1600       |
| 1972 | Roger Clark      | Jim Porter       | Ford Escort RS1600       |
| 1973 | Adrian Boyd      | John Davenport   | Ford Escort RS1600       |
| 1974 | Cahal Curley     | Austin Frazer    | Porsche                  |
| 1975 | Roger Clark      | Jim Porter       | Ford Escort RS1800       |
| 1976 | Ari Vatanen      | Peter Bryant     | Ford Escort RS1800       |
| 1977 | Pentti Airikkala | Risto Virtanen   | Vauxhall Chevette HSR    |
| 1978 | Tony Pond        | Fred Gallagher   | Triumph TR7              |
| 1979 | Russell Brookes  | Paul White       | Ford Escort RS1800       |
| 1980 | Tony Pond        | Fred Gallagher   | Triumph TR7              |
| 1981 | Tony Pond        | Mike Nicholson   | Vauxhall Chevette HSR    |
| 1982 | Jimmy McRae      | Ian Grindrod     | Opel Ascona 400          |
| 1983 | Henri Toivonen   | Fred Gallagher   | Opel Manta 400           |
| 1984 | Jimmy McRae      | Mike Nicholson   | Opel Manta 400           |
| 1985 | Russell Brookes  | Mike Broad       | Opel Manta 400           |
| 1986 | Tony Pond        | Rob Arthur       | MG Metro 6R4             |
| 1987 | Jimmy McRae      | Ian Grindrod     | Ford Sierra RS Cosworth  |
| 1988 | Patrick Snijers  | Dany Colebunders | BMW M3                   |
| 1989 | Russell Brookes  | Neil Wilson      | Ford Sierra RS Cosworth  |
| 1990 | Russell Brookes  | Neil Wilson      | Ford Sierra RS Cosworth  |
| 1991 | Colin McRae      | Derek Ringer     | Subaru Legacy RS         |
| 1992 | Colin McRae      | Derek Ringer     | Subaru Legacy RS         |
| 1993 | Richard Burns    | Robert Reid      | Subaru Legacy RS         |
| 1994 | Malcolm Wilson   | Bryan Thomas     | Ford Escort RS Cosworth  |
| 1995 | Frank Meagher    | Michael Maher    | Ford Escort RS Cosworth  |
| 1996 | Armin Schwarz    | Denis Giraudet   | Toyota Celica GT-Four    |
| 1997 | Martin Rowe      | Nicky Beech      | Renault Mégane Maxi      |
| 1998 | Martin Rowe      | Derek Ringer     | Renault Mégane Maxi      |
| 1999 | Martin Rowe      | Derek Ringer     | Renault Mégane Maxi      |
| 2000 | Mark Higgins     | Bryan Thomas     | Vauxhall Astra Kit Car   |
| 2001 | Edició suspesa   | Edició suspesa   | Edició suspesa           |
| 2002 | Mark Higgins     | Craig Thorley    | Toyota Corolla WRC       |
| 2003 | Jonny Milner     | Nicky Beech      | Toyota Corolla WRC       |
| 2004 | Jonny Milner     | Nicky Beech      | Subaru Impreza WRC       |
| 2005 | Mark Higgins     | Bryan Thomas     | Ford Focus RS WRC 02     |
| 2006 | Eugene Donnelly  | Paul Kiely       | Toyota Corolla WRC       |
| 2007 | Eugene Donnelly  | Paul Kiely       | Subaru Impreza WRC       |
| 2008 | Mark Higgins     | Rory Kennedy     | Subaru Impreza WRX STI   |
| 2009 | Mark Higgins     | Bryan Thomas     | Subaru Impreza WRX STI   |
| 2010 | Keith Cronin     | Barry McNulty    | Subaru Impreza WRX STI   |
| 2011 | Edició suspesa   | Edició suspesa   | Edició suspesa           |
| 2012 | Steven Quine     | Richard Skinner  | Mitsubishi Lancer Evo VI |
| 2013 | Arron Newby      | Rob Fagg         | Subaru Impreza N11       |
| 2014 | Nigel Cannell    | Michaela Cannell | Mitsubishi Lancer Evo IX |
| 2015 | Steve Colley     | Andrew Cowley    | Mitsubishi Lancer Evo IX |
| 2016 | Elfyn Evans      | Craig Parry      | Ford Fiesta R5           |
| 2017 | Keith Cronin     | Mikie Galvin     | Ford Fiesta R5           |
| 2018 | Edició suspesa   | Edició suspesa   | Edició suspesa           |
| 2019 | Edició suspesa   | Edició suspesa   | Edició suspesa           |